# Essoufflement
Als Essoufflement (frz. Atemlosigkeit, Kurzatmigkeit) wird eine oft beim Tauchen auftretende Störung bezeichnet, die letztlich in eine Kohlenstoffdioxidvergiftung führt und schwerwiegende Störungen bis hin zur Bewusstlosigkeit verursachen kann.

## Ursache
Abhängig von der Tauchtiefe (erhöhter Umgebungsdruck) und gegebenenfalls einem zu engen Taucheranzug steigt der Atemwiderstand an. Der Taucher muss sich also stärker anstrengen, um sich ausreichend mit Sauerstoff zu versorgen. Dies führt zu einer Ermüdung der Atemmuskulatur und die Atmung wird flacher. Der Körper reagiert auf höhere Anstrengungen mit einer erhöhten Atemfrequenz und der Taucher verfällt in eine Tachypnoe. Bedingt durch die zunehmende Atemfrequenz bei einer gleichzeitig flacher werdenden Atmung kann Kohlendioxid (CO2) nicht mehr vollständig abgeatmet werden. Kohlendioxid ist der Bestandteil der Atemluft, der den Atemreiz auslöst bzw. verstärkt. Die Atmung verschiebt sich mehr und mehr in den Bereich des inspiratorischen Reservevolumens, also in den Bereich, der zwischen normaler und tiefer Atmung liegt. Die Sauerstoffaufnahme wird reduziert, gleichzeitig steigt die CO2-Konzentration (Hyperkapnie) im Blut an und der pH-Wert des Blutes sinkt ab. Es kommt zu Vergiftungserscheinungen: Kopfschmerzen, Lufthunger, Schwindel, Übelkeit und Bewusstseinstrübungen, zuletzt Bewusstlosigkeit, die unter Wasser ohne entsprechende Rettungsmaßnahmen zum Tod führen können.
Folgende Einflussgrößen können ein Essoufflement begünstigen:
- große Tauchtiefe
- ein zu enger Taucheranzug
- schlecht eingestellte, gewartete oder defekte Atemregler
- nicht ausreichend geöffnete Flaschenventile
- große körperliche Anstrengung, z. B. durch Strömung
- Panikreaktion oder Angstzustand
- Kälte

## Symptome
- Lufthunger
- Luft kann nicht für einige Sekunden angehalten werden
- deutlich erhöhte Atemfrequenz
- Kopfschmerzen
- Schwindel
- Übelkeit
- Bewusstlosigkeit[3]

## Gegenmaßnahmen

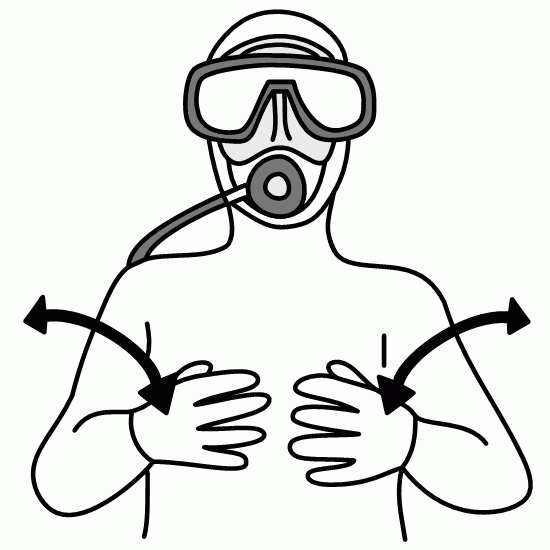
Tauchzeichen: „Außer Atem“

Auftretendes Essoufflement kann nur erkannt werden, wenn beide Tauchpartner aufeinander achten. Insbesondere unerfahrene und untrainierte Taucher müssen besonders eng begleitet und beobachtet werden. Taucher haben für diese Situation ein eigenes Zeichen, mit dem sie diese Situation anzeigen können: „Außer Atem“. 
Um dem Essoufflement während des Tauchgangs entgegenzuwirken, hilft es, die körperliche Anstrengung bzw. psychisch belastende Parameter zu reduzieren, insbesondere das Tempo reduzieren, die Tauchtiefe kontrolliert verringern, sich vom Buddy beruhigen lassen sowie tief ausatmen. Falls sich die Situation nicht verbessert, sollte der Tauchgang kontrolliert beendet werden.
Zurück an Land können die Auswirkungen durch Ausruhen in Rückenlage und ausatemorientiertes Atmen abgebaut werden.

## Vorbeugende Maßnahmen
Neben einer den Gegebenheiten angepassten und vollständig funktionsfähigen Tauchausrüstung ist eine möglichst präzise Vorbereitung und Planung jedes Tauchgangs die wichtigste Maßnahme, um einem Essoufflement vorzubeugen. Dabei sollte ein besonderes Augenmerk auf alle Stressfaktoren wie starke Strömung, Kälte oder Dunkelheit gelegt werden. Ein ausführliches Briefing vor dem Tauchgang hilft ebenfalls, Stress und unnötige Anstrengung während des Tauchgangs zu vermeiden.
Auch können bereits bei der Ausbildung präventive Maßnahmen ergriffen werden, indem ein Fokus auf normales Atemverhalten gelegt wird. Häufig neigen Anfänger dazu, die Atemmittellage während des Tauchgangs nach oben zu verschieben, also in Richtung inspiratorischer Reserve, was das Risiko eines Essoufflements erhöht.